# Christoph Rommel

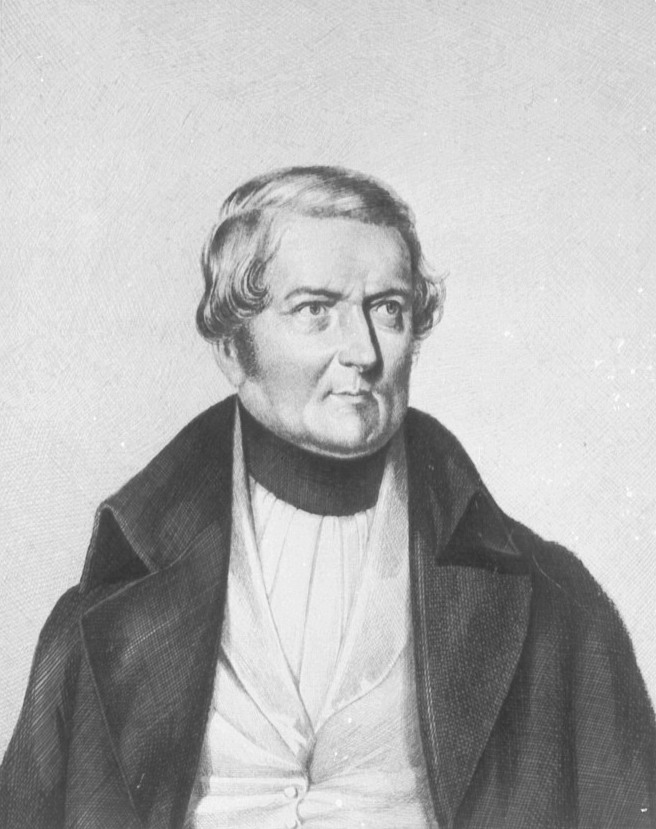
Christoph Rommel

Dietrich Christoph Rommel, ab 1828  von Rommel, (* 17. April 1781 in Kassel; † 21. Januar 1859 ebenda) war ein deutscher Historiker und Philologe.

## Herkunft
Sein Vater, Justus Philipp Rommel (1753–1837), war zum Zeitpunkt seiner Geburt Pfarrer an der Magdalenenkirche, später Metropolit und Oberhofprediger zu Kassel. Seine Mutter war Marie Margarethe, geborene Knyrim (1758–1849), eine Tochter des Dekans am Stift St. Martin, Philipp Heinrich Knyrim (1707–1789), und der Charlotte Sophie geb. Faucher. Der spätere preußische Generalleutnant Theodor von Rommel (1793–1868) und Christian Rommel (1798–1857), Justizrat und Mitglied der kurhessischen Ständeversammlung, waren seine Brüder.

## Leben
Sein Vater schickte ihn auf das Lyceum Fridericianum in Kassel, wo er von dem Philologen Karl Ludwig Richter unterrichtet wurde. Schon während der Schulzeit interessierte sich Christoph Rommel für arabische Sprachen, bevor er 1799 in Marburg ein Studium der Theologie begann. Bereits wenige Monate später, im Frühjahr 1800, wechselte er zur klassischen Philologie und Altertumskunde an der Universität Göttingen. Am 14. Mai 1803 wurde Rommel zum Doktor promoviert. Im Alter von 25 Jahren, im März 1804, wurde er außerordentlicher Professor an der philosophischen Fakultät der Universität in Marburg, etwa ein Jahr später wurde er zum ordentlichen Professor ernannt. 1810 folgte er dem Ruf der russischen Universität Charkow. Dort wurde er ordentlichen Professor der römischen Literatur und Altertümer sowie zum Direktor des Pädagogischen Instituts und zum Vorsitzenden der Akademie ernannt. Ferner wurde er 1810 auch Kaiserlich Russischer Hofrat. Bei seiner Ankunft in Charkow am 27. Januar 1811 fand er das bunt zusammengesetztes Lehrerkollegium sowie Studenten mit wenig Vorbildung. Für die Feinheiten von Wissenschaft und Forschung fand er hier keinen Platz. Da es sogar an Büchern fehlte, ließ er dort Klassiker drucken.
Wegen der sich verschlechternden politischen Verhältnisse nach dem Napoleonischen Kriegen ging er zurück und wurde am 1. Oktober 1815 wieder ordentlicher Professor der Geschichte an der Philipps-Universität Marburg, seine russische Ehefrau blieb in Petersburg und ließ sich 1816 scheiden. Gleich nach seiner Ankunft in Marburg begann er mit der Arbeit an seinem 10-bändigen Werk zur hessischen Geschichte, was in bis zu seinem Tod beschäftigen sollte. Am 10. Mai 1816 wurde er Mitglied des Staatswirtschaftlichen Instituts der Universität Marburg und 1819 dessen Vorsteher. Ferner war er ab dem Sommersemester 1816 und bis 1820 Mitglied des Philologischen Seminars der Universität Marburg sowie dessen Leiter 1816 und 1819/20.
Am 25. März 1818 erfolgte seine Ernennung zum Kurfürstlichen Hofrat. Nach der Herausgabe des ersten Bandes seiner Geschichte Hessens wurde er am 20. August 1820 zum Direktor des kurfürstlich-hessischen Hof- und Staatsarchivs in Kassel ernannt und erhielt den Titel eines Historiographen des Hauses Hessen. 1828 wurde er in den erblichen kurhessischen Adelsstand erhoben und durfte sich fortan Dietrich Christoph von Rommel nennen. Ein Jahr später wurde er auch zum Direktor der Landesbibliothek und des Landesmuseums in Kassel ernannt. Dieses Amt behielt er zwei Jahre. Rommel gehörte 1834 auch zu den Stiftern des Vereins für hessische Geschichte und Landeskunde. 1854 wurde er zum Kurfürstlichen Staatsrat ernannt.
Rommel starb am 21. Januar 1859 in seiner Geburtsstadt Kassel.

## Familie
Er heiratete 1811 in Charkow Margarethe Iwanowna. Sie blieb bei seiner Ausreise 1815 in St. Petersburg, und die Ehe wurde 1816 geschieden. Er heiratete anschließend Wilhelmine von Heppe (1799–1840), die Tochter des Geheimen Kammerrats Johann Adolf von Heppe (1763–1815),  und der Franziska Philippine Elisabeth Knyriem. Das Paar hatte vier Kinder.

## Trivia
1817/18 verfasste Wilhelmine von Schwertzell das Kunstmärchern Es war einmal ein Knabe, eine Parodie auf Professor Christoph Rommel.

## Schriften
- Abulfedae Arabiae descriptio commentario perpetuo illustrata. Göttingen 1802.
- Caucasicarum regionum et gentium Straboniana descriptio ex recentioris aevi noitiis commentario perpetuo illustrata. Leipzig 1804.
- De Taciti descriptione Germanorum. Marburger Programm 1805.
- Ueber Philologie und philologische Erklärung der griechischen und römischen Klassiker. Marburg 1805.
- Die Völker des Caucasus nach den Berichten der Reisebeschreiber, 1808, Digitalisat.
- Ueber Geographie, Ethnographie und Statistik nebst einem Abriss dieser und der politischen Wissenschaften ; zum Behuf akademischer Vorlesungen. Marburg: Krieger, 1810.
- Kurze Geschichte der hessischen Kirchenverbesserung unter dem Landgrafen Philipp dem Großmütigen, Wilhelm dem Weißen und Moritz dem Gelehrten Kassel 1817.
- Geschichte von Hessen. 10 Bände. Marburg und Kassel 1820–1858 Band 1, Band 2, Band 3, Band 4, Band 5, Band 6, Band 8, Band 9, Band 10.
- Philipp der Großmüthige, Landgraf von Hessen : in Beitrag zur genaueren Kunde d. Reformation u. d. sechszehnten Jahrhunderts. / aus d. Urkunden u. and. Quellen bearb. u. hrsg. v. Christoph von Rommel. Gießen: Heyer, 1830.
- Correspondance inédite de Henri IV. roi de France et de Navarre avec Maurice-le-Savant, Landgrave de Hesse. Paris 1840.
- Leibnitz und Landgraf Ernst von Hessen-Rheinfels. Ein ungedruckter Briefwechsel über religiöse und politische Gegenstände 2 Bände. Frankfurt am Main 1847.